# 長濱車站
長濱車站（日语：／ Nagahama eki */?）是一由西日本旅客鐵道（JR西日本）所經營的鐵路車站，位於日本滋賀縣長濱市北船町境內，是琵琶湖線（實際上是北陸本線的一部份）沿線的車站。長濱車站是長濱市的主車站，在過去原本只是北陸本線上的特急與急行列車停靠站之一，但1991年9月當琵琶湖線田村至本站之間的路線從20000伏特、60Hz交流電改成1500伏特直流電之後，自京阪神地區發車的普通列車開始能直通至本站，而被納入成為JR西日本大阪都會圈路線網「都市網路」（アーバンネットワーク，Urban Network）的一部份。2006年，本站至敦賀站間路段也從交流電改為直流電。
長濱車站是近畿車站百選第2回入選的車站之一。

## 結構
側式月台1面1線與島式月台1面2線，島式月台的北側、琵琶湖側設有切欠式月台1線，合計2面4線的地面車站，設有跨站式站房。

### 月台配置
| 月台 | 路線     | 目的地             | 備註           |
| ---- | -------- | ------------------ | -------------- |
| 1    | 琵琶湖線 | 米原、京都方向     | 米原、京都方向 |
| 2    | 北陸本線 | 近江鹽津、敦賀方向 |                |
| 3    | 北陸本線 | 近江鹽津、敦賀方向 | 折返列車       |
| 4    | 琵琶湖線 | 米原、京都方向     | 折返列車       |
| 4    | 北陸本線 | 近江鹽津、敦賀方向 | 一部分列車     |

## 使用情況
新快速運行路段延長至此站以後，往京都、大阪方向的通勤、通學客有所增加。另外，週末假日觀光客上下車也較多，定期外使用客比率在琵琶湖線內較高。
根據「滋賀縣統計書」，1日平均上車人次如下表。北陸本線的中途站次於福井站排行第2多，全體次於金澤站、福井站、米原站（包括與其他公司的轉乘客）排行第4位。
| 年度               | 1日平均 上車人次 | 增長率 | 來源   |
| ------------------ | ---------------- | ------ | ------ |
| 1992年（平成04年） | 3,759            |        | [ 1 ]  |
| 1993年（平成05年） | 4,016            | 6.8%   | [ 2 ]  |
| 1994年（平成06年） | 4,096            | 2.0%   | [ 3 ]  |
| 1995年（平成07年） | 4,396            | 7.3%   | [ 4 ]  |
| 1996年（平成08年） | 4,727            | 7.5%   | [ 5 ]  |
| 1997年（平成09年） | 4,547            | -3.8%  | [ 6 ]  |
| 1998年（平成10年） | 4,619            | 1.6%   | [ 7 ]  |
| 1999年（平成11年） | 4,582            | -0.8%  | [ 8 ]  |
| 2000年（平成12年） | 4,621            | 0.9%   | [ 9 ]  |
| 2001年（平成13年） | 4,724            | 2.2%   | [ 10 ] |
| 2002年（平成14年） | 4,699            | -0.5%  | [ 11 ] |
| 2003年（平成15年） | 4,689            | -0.2%  | [ 12 ] |
| 2004年（平成16年） | 4,815            | 2.7%   | [ 13 ] |
| 2005年（平成17年） | 4,909            | 2.0%   | [ 14 ] |
| 2006年（平成18年） | 4,996            | 1.8%   | [ 15 ] |
| 2007年（平成19年） | 4,818            | -3.6%  | [ 16 ] |
| 2008年（平成20年） | 4,735            | -1.7%  | [ 17 ] |
| 2009年（平成21年） | 4,611            | -2.6%  | [ 18 ] |
| 2010年（平成22年） | 4,609            | -0.0%  | [ 19 ] |
| 2011年（平成23年） | 4,626            | 0.4%   | [ 20 ] |
| 2012年（平成24年） | 4,496            | -2.8%  | [ 21 ] |
| 2013年（平成25年） | 4,528            | 0.7%   | [ 22 ] |
| 2014年（平成26年） | 4,470            | -1.3%  | [ 23 ] |
| 2015年（平成27年） | 4,562            | 2.1%   | [ 24 ] |
| 2016年（平成28年） | 4,621            | 1.3%   | [ 25 ] |
| 2017年（平成29年） | 4,557            | -1.4%  | [ 26 ] |
| 2018年（平成30年） | 4,507            | −1.1%  | [ 27 ] |

## 相鄰車站
西日本旅客鐵道
 北陸本線（此站起往田村方向為  琵琶湖線）
- 特急「白鷺」部分停車站

■新快速、■普通（普通列車包含京都站或高槻站以西會變成快速列車的列車）
田村（JR-A10）－長濱（JR-A09）－虎姬（JR-A08）

### 曾經存在的路線
遞信省鐵道局（官設鐵道）
東海道線支線
深谷－（春照）－（上阪）－長濱
※春照站與上阪站在路線廢止以前已經是廢站。

## 外部連結
- 長濱｜車站資訊：JR出門網 - 西日本旅客鐵道（日語）